# Latarnia morska Lundy North
Latarnia morska Lundy North – latarnia morska położona na północnym krańcu wyspy Lundy leżącej w Kanale Bristolskim około 19 kilometrów od wybrzeża Devon. Na południowym krańcu wyspy leży bliźniacza latarnia latarnia morska Lundy South. Latarnia jest wpisana na listę English Heritage.
Latarnia Lundy South została zbudowana w 1897 roku według projektu Sir Thomasa Matthews, jako część planu zastąpienia pojedynczej latarni Old Light, zbudowanej przez Trinity House w 1819 roku. Latarnia ta zbudowana została z granitu i miała wysokość 29 metrów. Nowa latarnia została zbudowana na skale opodal klifu na wysokości ponad 30 metrów nad poziom morza. Została zelektryfikowana w 1971 i zautomatyzowana w 1985 oraz przerobiona na zasilanie przez energię słoneczną w 1991 roku.
Zasięg światła białego wynosi 17 Mm. Obecnie stacja jest monitorowana z Trinity House Operations & Planning Centre w Harwich.